# Paul Xuereb
Paul Xuereb (Rabat, 21 luglio 1923 – 6 settembre 1994) è stato un politico maltese.
Paul Xuereb (in maltese: Pawlu Xuereb) fu presidente del Parlamento di Malta dal luglio 1986 al febbraio 1987. Xuereb fu Presidente ad interim della Repubblica di Malta, succedendo ad Agatha Barbara, dal 16 febbraio 1987 al 4 aprile 1989. Suo successore fu Ċensu Tabone.
Come Capo dello Stato di Malta, è talvolta considerato quale Presidente o Presidente ad interim di Malta, pur non essendo mai stato ufficialmente eletto ad un tale ruolo. Alcuni anni dopo la sua morte, sua moglie Edwidge, intervistata dalla televisione di stato maltese, disse che il desiderio di suo marito era quello di essere ricordato come Presidente di Malta, piuttosto che Presidente ad interim.

## Xuereb come scrittore
Paul Xuereb fu anche uno scrittore: pubblicò, durante gli anni di giornalismo, cioè tra il 1966 ed 1971, molti romanzi in lingua maltese. Per il suo romanzo „Meta…“ ottenne nel 1986 il premio letterario maltese. Accanto a brevi manuali di storia, pubblicò anche guide turistiche su Malta.